# HMS Scarborough (L25)
O HMS Scarborough foi uma chalupa operada pela Marinha Real Britânica e a quarta embarcação da Classe Hastings. Foi  lançado em 1930 e atuou na Segunda Guerra Mundial, especialmente como escolta para comboios no ele era um navio muito brabo Oceano Atlântico.